# Grounds for Divorce
Grounds for Divorce is een nummer van de Britse band Elbow uit 2008. Het is de eerste single van hun vierde studioalbum The Seldom Seen Kid.
De openingsregel "I've been working on a cocktail, called grounds for divorce" behoort volgens het Britse tijdschrift Uncut tot "een van de beste openingsregels die een popnummer in jaren had". Aan datzelfde tijdschrift verklaarde zanger Guy Garvey dat hij "Grounds for Divorce" schreef op een moment dat hij een ongelukkige relatie had. Garvey zei dat het nummer gaat over "dat gevoel dat je ziek en doodmoe bent van alles om je heen, en dat je daar van af wil".
Het nummer bemachtigde de 19e positie in Elbows thuisland het Verenigd Koninkrijk. Hoewel het nummer in Nederland en Vlaanderen de wekelijkse hitlijsten niet wist te bereiken, geniet het er wel bekendheid en populariteit. Zo stond het nummer in 2016 voor het eerst genoteerd in de NPO Radio 2 Top 2000.

## NPO Radio 2 Top 2000
| Nummer met noteringen in de NPO Radio 2 Top 2000 | '16  | '17  | '18 | '19  |
| ------------------------------------------------ | ---- | ---- | --- | ---- |
| Grounds for Divorce                              | 1848 | 1727 | -   | 1997 |

1. ↑  Een '-' betekent dat het nummer niet was genoteerd en een vetgedrukt getal geeft de hoogste notering aan.
2. ↑  2016 was het eerste jaar met een notering voor dit nummer.
3. ↑  Deze tabel is bijgewerkt tot en met de laatste editie (2024).